# Yamada (Iwate)
Yamada (jap. 山田町 Yamada-machi) – miasto w Japonii, na wyspie Honsiu, w prefekturze Iwate. Według danych na rok 2020 miejscowość zamieszkiwało 14 320 mieszkańców , a gęstość zaludnienia wyniosła 54,5 os./km².